# Dameneishockey-Bundesliga 2009/10
Die Saison 2009/10 der Dameneishockey-Bundesliga bildet zusammen mit der entsprechenden Saison der Elite Women’s Hockey League die Vorbereitung für die Playoffs um den Staatsmeistertitel. Titelverteidiger sind der EC The Ravens Salzburg.

## Neuer Modus seit 2009/10
Bis zur aktuellen Saison war die DEBL eine eigene in sich abgeschlossene Meisterschaft gewesen, die jedoch mangels Bedeutung des ausgespielten Titels keine allzu große Bedeutung hatte. Dies änderte sich mit der Spielzeit 2009/10. Mit neun Mannschaften nehmen so viele Mannschaften wie nie zuvor an der Liga teil. Nach dem Ende des Grunddurchgangs in DEBL und EWHL (sechs Mannschaften, davon zwei aus Österreich) spielen die beiden EWHL-Teilnehmer und die vier bestplatzierten österreichischen Teams der DEBL in einer Platzierungsrunde in zwei Gruppen das Seeding für die Playoffs aus. In diesen wird anschließend der österreichische Meister ermittelt. Damit soll einerseits die DEBL aufgewertet und andererseits eine stärkere Bindung zwischen den beiden Damenligen erzielt werden.

## Dameneishockey-Bundesliga (DEBL)
Durch den Sieg des HK Triglav Kranj über den HK Celje am letzten Spieltag sicherten sich der HK Triglav den dritten Platz, DEBL-Meister wurden zum ersten Mal die Young Birds der Spielvereinigung Kitzbühel/Salzburg.

### Tabelle
| Rk | Team                           | Sp | S  | U | N  | SNV | NNV | Tore   | TVH  | Punkte |
| 1  | Young Birds Kitzbühel/Salzburg | 16 | 14 | 0 | 2  | 1   | 0   | 107:32 | +75  | 41     |
| 2  | HK Celje                       | 16 | 13 | 0 | 3  | 0   | 1   | 99:31  | +68  | 40     |
| 3  | HK Triglav                     | 16 | 12 | 0 | 4  | 1   | 1   | 75:49  | +26  | 36     |
| 4  | Neuberg Highlanders            | 16 | 12 | 0 | 4  | 2   | 0   | 75:39  | +36  | 34     |
| 5  | Vienna Flyers                  | 16 | 8  | 0 | 8  | 0   | 0   | 56:43  | +13  | 24     |
| 6  | Gipsy Girls Villach            | 16 | 5  | 0 | 11 | 0   | 1   | 54:84  | −30  | 16     |
| 7  | DEC Dragons Klagenfurt         | 16 | 5  | 0 | 11 | 1   | 1   | 58:77  | −19  | 15     |
| 8  | Red Angels Innsbruck           | 16 | 2  | 0 | 14 | 1   | 1   | 32:134 | −102 | 6      |
| 9  | 1. DEC Devils Graz             | 16 | 1  | 0 | 15 | 1   | 2   | 26:93  | −67  | 4      |

### Topscorer
| Spielerin             | Team        | GP | G  | PPG | SHG | GWG | A  | Pts |
| --------------------- | ----------- | -- | -- | --- | --- | --- | -- | --- |
| Diana Krušelj Posavec | Celje       | 16 | 35 | 10  | 4   | 5   | 6  | 41  |
| Sharon Hausberger     | Young Birds | 16 | 19 | 3   | 2   | 6   | 22 | 41  |
| Heli Romu             | Young Birds | 15 | 20 | 3   | 0   | 2   | 20 | 40  |
| Ieva Pētersone        | Highlanders | 16 | 28 | 3   | 2   | 5   | 8  | 36  |
| Ela Filipec           | Celje       | 16 | 23 | 5   | 2   | 2   | 10 | 33  |
| Špela Hafner          | Triglav     | 16 | 19 | 3   | 1   | 3   | 11 | 30  |
| Věra Pančáková        | Dragons     | 10 | 18 | 5   | 2   | 0   | 12 | 30  |
| Martina Bacher        | Gipsy Girls | 15 | 13 | 2   | 3   | 1   | 14 | 27  |
| Māra Trēziņa          | Highlanders | 16 | 9  | 1   | 1   | 1   | 17 | 26  |
| Alessandra Lopez      | Gipsy Girls | 15 | 18 | 0   | 0   | 0   | 7  | 25  |

## Österreichische Staatsmeisterschaft

### Zwischenrunde
| Gruppe A | Gruppe A            | Gruppe A | Gruppe A | Gruppe A | Gruppe A | Gruppe A | Gruppe A | Gruppe A | Gruppe A | Gruppe A |
| Rk       | Team                | Sp       | S        | U        | N        | SNV      | NNV      | Tore     | TVH      | Punkte   |
| -------- | ------------------- | -------- | -------- | -------- | -------- | -------- | -------- | -------- | -------- | -------- |
| 1        | The Ravens Salzburg | 4        | 4        | 0        | 0        | 0        | 0        | 57:2     | +55      | 12       |
| 2        | Neuberg Highlanders | 4        | 1        | 0        | 3        | 0        | 0        | 5:23     | −18      | 3        |
| 3        | EHC Vienna Flyers   | 4        | 1        | 0        | 3        | 0        | 0        | 5:42     | −37      | 3        |

| Gruppe B | Gruppe B                | Gruppe B | Gruppe B | Gruppe B | Gruppe B | Gruppe B | Gruppe B | Gruppe B | Gruppe B | Gruppe B |
| Rk       | Team                    | Sp       | S        | U        | N        | SNV      | NNV      | Tore     | TVH      | Punkte   |
| -------- | ----------------------- | -------- | -------- | -------- | -------- | -------- | -------- | -------- | -------- | -------- |
| 1        | EHV Sabres Wien         | 4        | 4        | 0        | 0        | 0        | 0        | 57:1     | +56      | 12       |
| 2        | Young Birds Kitzb./Sbg. | 4        | 2        | 0        | 2        | 0        | 0        | 9:25     | −16      | 6        |
| 3        | Gipsy Girls Villach     | 4        | 0        | 0        | 4        | 0        | 0        | 3:43     | −40      | 0        |

### Platzierungsspiele

#### Spiele um Platz sieben
- 31. Jänner 2010: DEC Dragons Klagenfurt – Red Angels Innsbruck: 13:2
- 20. Februar 2010: Red Angels Innsbruck – DEC Dragons Klagenfurt: 2:7

#### Relegationsserie
- 31. Jänner 2010: 1. DEC Devils Graz – EHV Sabres II: 5:4 n. V.
- 6. Februar 2010: EHV Sabres II – 1. DEC Devils Graz: 0:1

#### Spiele um Bronze
- 7. März 2010: Young Birds Kitzb./Sbg. – Neuberg Highlanders: 2:3
- 14. März 2010: Neuberg Highlanders – Young Birds Kitzb./Sbg.: 8:2

#### Finale
- 6. März 2010: The Ravens Salzburg – EHV Sabres Wien: 6:2
- 14. März 2010: EHV Sabres Wien – The Ravens Salzburg: 3:1
- 20. März 2010: The Ravens Salzburg – EHV Sabres Wien: 5:7

### Topscorer
| Spieler              | Mannschaft             | Sp | T  | V  | Pkt | SM | +/− |
| -------------------- | ---------------------- | -- | -- | -- | --- | -- | --- |
| Sam Hunt             | EHV Sabres Wien        | 7  | 24 | 11 | 35  | 12 | +29 |
| Meghan Fardelmann    | EC The Ravens Salzburg | 7  | 15 | 20 | 35  | 16 | +41 |
| Eva-Maria Schwärzler | EC The Ravens Salzburg | 5  | 12 | 12 | 24  | 8  | +20 |
| Elyse Cole           | EC The Ravens Salzburg | 7  | 14 | 6  | 20  | 10 | +20 |
| Kiira Dosdall        | EHV Sabres Wien        | 7  | 6  | 14 | 20  | 4  | +25 |
| Kerstin Oberhuber    | EC The Ravens Salzburg | 6  | 6  | 13 | 19  | 32 | +31 |
| Janine Weber         | EHV Sabres Wien        | 7  | 10 | 8  | 18  | 0  | +25 |
| Sarah Koban          | EC The Ravens Salzburg | 7  | 6  | 8  | 14  | 6  | +31 |
| Esther Kantor        | EHV Sabres Wien        | 6  | 6  | 7  | 13  | 6  | +12 |

### Meisterschaftsendstand
1. EHV Sabres Wien
2. The Ravens Salzburg
3. Neuberg Highlanders
4. Young Birds Kitzb./Sbg.
5. EHC Vienna Flyers
6. Gipsy Girls Villach
7. DEC Dragons Klagenfurt

DEHC Red Angels Innsbruck
1. DEC Devils Graz
EHV Sabres Wien II
Quellen:

## DEBL 2
| Rk | Team                      | Sp | S | N | SNV | NNV | Tore  | TVH | Punkte |
| 1  | FTC Eagles Budapest       | 8  | 8 | 0 | 0   | 0   | 92:7  | +85 | 24     |
| 2  | EHV Sabres II             | 8  | 6 | 2 | 1   | 0   | 44:20 | +24 | 17     |
| 3  | Tornados IceCats Linz     | 8  | 3 | 5 | 0   | 0   | 22:50 | −28 | 9      |
| 4  | DEC Dragons Klagenfurt II | 8  | 2 | 6 | 0   | 1   | 20:36 | −16 | 7      |
| 5  | EC Icemice Telfs          | 8  | 1 | 7 | 0   | 0   | 18:83 | −65 | 3      |